# Stop Loving You
 (juin 2017).
Si vous disposez d'ouvrages ou d'articles de référence ou si vous connaissez des sites web de qualité traitant du thème abordé ici, merci de compléter l'article en donnant les références utiles à sa vérifiabilité et en les liant à la section « Notes et références ».
Stop Loving You est une chanson du groupe de rock américain Toto, parue sur leur septième album, The Seventh One en 1988. Elle est interprétée par Joseph Williams, la voix principale de la bande à cette époque. Ce morceau, également sorti en single, fera surtout succès en Europe et au Japon.
Le chanteur Jon Anderson est crédité aux chœurs, mais sa voix n'est pas audible dans la première version CD de l'album. On l'entend plus clairement dans la version vinyle et dans le single du titre ainsi que dans son vidéo-clip (pendant le pont). Cette version est incluse dans le premier album compilation du groupe Past to Present 1977-1990, sur un autre album compilation Africa: The Best of Toto, ainsi que sur les compilations Boulevard des hits 6 et Hits collection.

## Composition du groupe en 1988
- Steve Lukather : guitares, chant
- Joseph Williams : chant principale
- David Paich : claviers, chant
- Jeff Porcaro : batterie, percussions
- Mike Porcaro : basse

## Autres versions
- Le titre a été repris en live dans l'album Papa Was a Sexy Dancer (1992)